# Щасливий (роман)
«Щасливий»  (Невигадана історія) — роман української письменниці Вікторії Гранецької, який нагороджений спеціальною відзнакою Міжнародного літературного конкурсу «Гранд-Коронація слова» в 2015 році
Роман Вікторії Гранецької «Щасливий» - третій твір письменниці, який відзначений на літературному конкурсі «Коронація слова». 

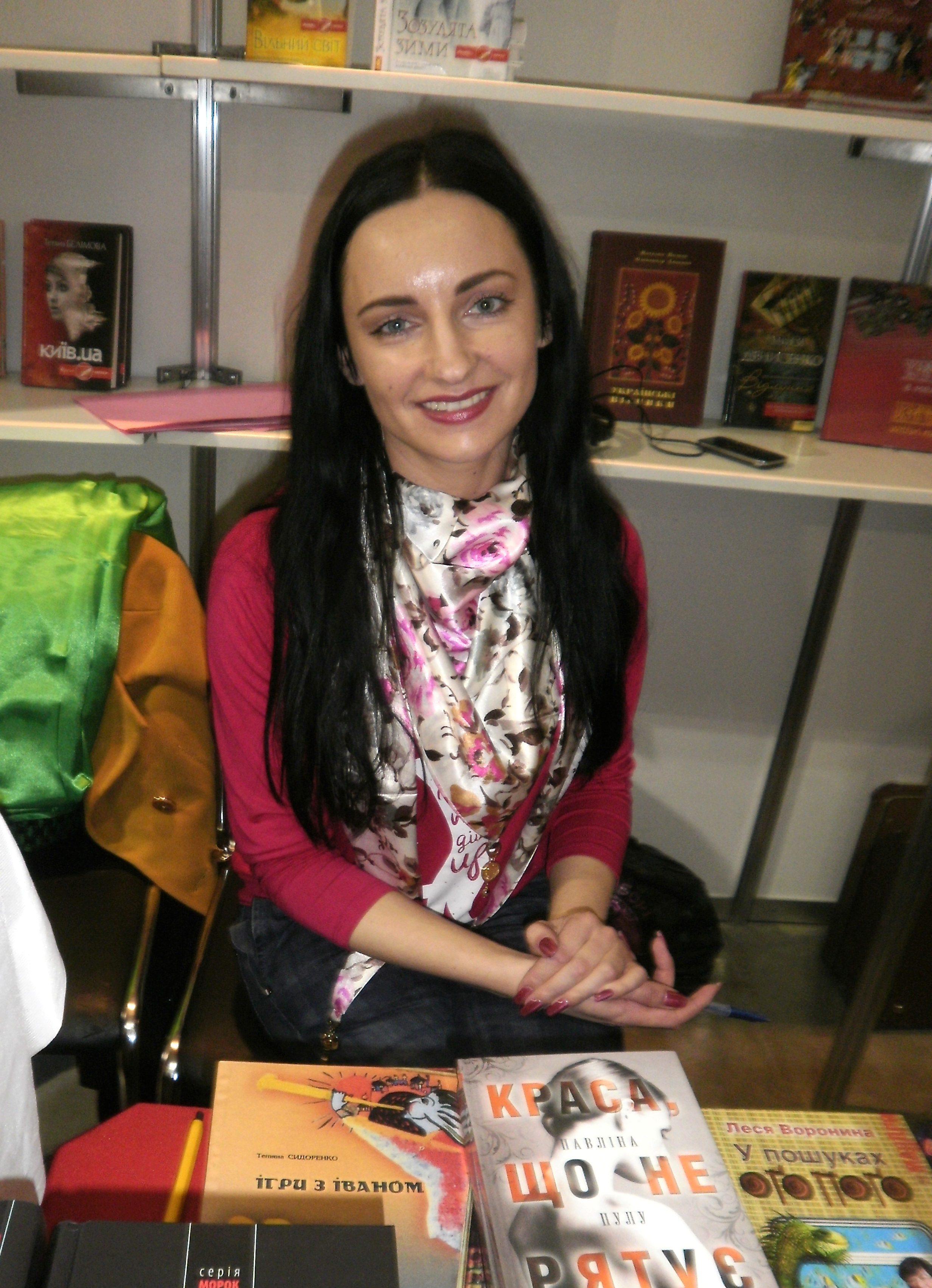
Українська письменниця Вікторія Гранецька

За словами письменниці: «…хотілося створити щось принципово нове у сучасній українській літературі — книгу, яка стане осібно на тлі написаного іншими та мною. Тема українських мусульман дражлива, складна і як ніколи актуальна наразі …».
Це реальна історія вінницької родини, котра стала прототипом сюжету цієї книги: він – мусульманин, азербайджанець із Нагірного Карабаху, який через ряд обставин змушений був покинути свою рідну землю і переїхати у Вінницю. Вона – українська вінницька дівчина, православна, яка ради коханого змінила віру і прийняла іслам. В їх новоствореній сім'ї народжується хлопчик, якому дають ім'я Саїд, в перекладі на українську – «Щасливий», але дитина приходить в світ смертельно хворою. Роман має щасливий кінець – попри нерозуміння і спротив оточення головним героям книги вдається перебороти всі труднощі.
Роман «Щасливий» передовсім про любов, але також і про такі непрості речі, як «…сприйняття Бога, релігії в цілому та ісламу зокрема в неісламському суспільстві, важливості боротьби із стереотипами про мусульман в Україні».
«Книга змушує замислитися над глобальним і вічним, а це вже своєрідний знак якості, свідчення того, що автор володіє ключем, який відмикає читацькі серця».(Тетяна Белімова, письменниця)